# سیارک ۴۵۰۴
سیارک ۴۵۰۴ (به انگلیسی: 4504 Jenkinson، نامگذاری:1989YO) چهار هزار و پانصد و چهارمین سیارک کشف شده‌است که در ۲۱ دسامبر ۱۹۸۹ کشف شد.
قدر مطلق سیارک برابر ۱۳٫۴۰ است.